# Ildefons Casamor i Calm
Ildefons Casamor i Calm (Navata 1869-1947), fou un arquitecte català. La seva obra es troba principalment a les ciutats de Sant Feliu de Guíxols, Baix Empodrà i a Figueres, Alt Empordà.

Entre la seva obra destaca la casa Albert Gruart de Figueres, una obra Modernista de inicis del s.XX.